# Armistizio di Lione
L'Armistizio di Lione è un trattato stipulato a Lione il 31 gennaio 1504 tra Luigi XII di Francia e Ferdinando il Cattolico che segnò la fine della Seconda guerra d'Italia (1499-1504) e sancì la divisione della Penisola in due sfere di influenza: francesi a nord (in special modo il Ducato di Milano) e spagnoli a sud (Regno di Napoli).
Infatti il re di Francia riconosceva la perdita di Napoli a favore del re d'Aragona, ma riusciva a mantenere il controllo sul ducato di Milano e su Genova.
A questo armistizio seguirà un trattato d'alleanza siglato il 15 luglio 1504 a Medina del Campo tra Luigi XII e Ferdinando ed Isabella di Castiglia. 